# Kleingebiet Nagykálló
Das Kleingebiet Nagykálló (ungarisch Nagykállói kistérség) war bis Ende 2012 eine ungarische Verwaltungseinheit (LAU 1) im Südwesten des Komitat Szabolcs-Szatmár-Bereg in der Nördlichen Großen Tiefebene. Anfang 2013 wechselten im Zuge der Verwaltungsreform 8 der 9 Ortschaften in den nachfolgenden Kreis Nagykálló (ungarisch Nagykállói  járás), die Stadt Újfehértó wurde dem Kreis Nyíregyháza (ungarisch Nyíregyházi járás) zugeordnet.
Ende 2012 lebten auf einer Fläche von 518,24 km² 43.557 Einwohner. Die Bevölkerungsdichte lag mit 84 Einwohnern/km² etwas unterhalb von der des Komitats.
Der Verwaltungssitz befand sich in Nagykálló (9.469 Ew.). Újfehértó war mit 12.979 Einwohnern die größte Stadt im Kleingebiet, Balkány (6.468 Ew.) hatte ebenfalls das Stadtrecht. Kállósemjén (3.600 Ew.) war die einzige Großgemeinde (ungarisch nagyközség).

## Ortschaften
| Balkány     | Biri      | Bököny  | Érpatak   | Geszteréd |
| Kállósemjén | Nagykálló | Szakoly | Újfehértó |           |